# María Luz Bajo Prieto
María Luz Bajo Prieto (Mazuecos de Valdeginate, 5 de mayo de 1964) es una política española, diputada por el Partido Popular en el Congreso durante la X, XI y XII legislaturas.

## Biografía
Licenciada en Ciencias de la Información por la Universidad Complutense de Madrid. Entre 1986 y 1990 trabajó para Radio Nacional y Antena 3 Radio en Valladolid; en ese año se incorporó al gabinete de prensa del Partido Popular, hasta 1996. Posteriormente fue directora de Comunicación en los Ministerios de Administraciones Públicas, Educación, Cultura y Deportes, Vicepresidencia Primera y Ministerio de la Presidencia y Ministerio del Interior y Vicepresidencia Primera, Ministerio de la Presidencia y Portavoz. Entre 2003 y 2006 ocupó el cargo de directora de Comunicación del Partido Popular. De 2007 a 2011 fue diputada en la Asamblea de Madrid y desde 2011 es diputada en el Congreso, siendo reelegida en 2015 y 2016.